# Heinrich Christian Schnoor
Heinrich Christian Schnoor (* 15. Juni 1762 in Rethwisch (Stormarn); † nach 1828 in Breslau) war ein wandernder deutscher Liederdichter der Romantik.

## Leben
Heinrich Christian Schnoor war ein Sohn des Amtsverwalters in Rethwisch (Stormarn), Kammerrat Jakob Johann Schnoor, und dessen Frau Margarethe Carolina Christina, geb. von Barner. Sein älterer Bruder Friedrich Carl Schnoor (1758–1816) wurde letzter Sekretär des Lübecker Domkapitels und Justiz-Amtmann in Eutin. Von 1780 bis 1782 besuchte er das Katharineum zu Lübeck und studierte dann Rechtswissenschaften, zunächst an der Universität Kiel. Um 1785 verließ er Kiel mit hohen Schulden. 1790, während seiner Studienzeit an der Friedrichs-Universität Halle, soll er ein „alter Student“ gewesen sein. Das ist vor dem Hintergrund seiner Erstimmatrikulation an der Christian-Albrechts-Universität zu Kiel am 28. Oktober 1782 eine durchaus nachvollziehbare Feststellung. Nach dem Studienbeginn in Kiel soll er noch die Georg-August-Universität Göttingen und die Universität Jena besucht haben, bevor er nach Halle kam. Nach seiner an Halle anschließenden Erlanger Zeit schrieb er sich am 9. Mai 1793 an der Universität Leipzig ein. Er stand als Mensch in der Tradition der mittelalterlichen Vaganten und war als Sänger mit seiner Gitarre und am Clavichord ob der Fähigkeit aus dem Stegreif zu reimen ein beliebter Unterhalter und Gesellschafter in Kreisen von Studenten und freimaurerischen Freunden. Seine erste musikalische Veröffentlichung wurde 1788 angezeigt: Zwölf Lieder der Grafen zu Stollberg in Musik gesetzt, Hamburg 1788; davon hat sich jedoch kein Exemplar erhalten.
Seine Studien beendete Schnoor wohl, ohne einen Abschluss zu erlangen. Ende der 1780er Jahre war er als Hofmeister bei der Familie von Malzahn in Penzlin tätig. Für einige Monate soll er 1793 Sekretär des Prinzen Franz von Sachsen-Coburg gewesen sein. Ab 1796 lebte er in Hamburg und später im benachbarten Altona. Er erhielt dann eine Anstellung bei einem Kaufmann im ostfriesischen Greetsiel. Am 23. September 1799 schrieb er sich in die Matrikel der Universität Frankfurt an der Oder ein, wobei er behauptete, 30 Jahre alt zu sein. Am 20. Dezember 1802 heiratete er, zu diesem Zeitpunkt Secretair, in Lübeck-Genin Johanna Caroline Schmidt, die Tochter eines preußischen Calculators aus der Prignitz. Im selben Jahr war er bei der Einweihung des Salongebäudes in Bad Doberan dabei. In diesen Jahren scheint er in oder bei Lübeck gewohnt zu haben. In der Lübecker Franzosenzeit ging er nach Kopenhagen. Nach den Befreiungskriegen zog er vielleicht nach Hamburg. Bekannt ist, dass die Hamburger Polizei 1815 Schnoor per Inserat suchte, um ihm ein Schriftstück aus Rostock zustellen zu können. Aus dem Juli 1823 ist ein Brief Schnoors an Goethe mit der Bitte um Unterstützung überliefert. Im Oktober 1828 kam er als verarmter Wanderpoet aus Frankreich nach Hamburg zurück und erbat von ehemaligen Kommilitonen aus der Hallenser Zeit die nötigen Geldmittel, um seine Wanderung nach Breslau fortsetzen zu können, wo er eine Stelle als Sprachlehrer annehmen wollte. „Ob er tatsächlich die Absicht hatte, nach Breslau zu reisen, oder ob die erhoffte Stellung nur ein Vorwand war, um von den Hamburger Bekannten eine Unterstützung zu erbitten, lässt sich nicht mehr überprüfen.“
Eduard Maria Oettinger berichtet in seinem Moniteur des Dates von Schnoors Tod in Breslau, ohne das Todesdatum zu nennen.

## Werke
- Zwölf Lieder der Grafen zu Stollberg in Music gesetzt. Hamburg 1788
- Musikalisches Blumensträußchen für Kenner und Liebhaber, Hamburg [zwischen 1789 und 1794][9]
- Freimaurerlieder, in Musik gesetzt, Hamburg 1796
- Lieder, dem traulichen Zirkel gewidmet, Hamburg 1796
- Der Einweihung des neuen Saals zu Doberan: am 11. Julius 1802 [Gedicht]. Rostock 1802
- Lied der Weihe: dem allerdurchlauchtigsten regierenden Großherzog zu Mecklenburg-Schwerin, Friedrich Franz allerunterthänigst dargereicht. Hamburg 1815
- Gesellschaftslied: Weg mit Grillen, Weg mit Sorgen: für Forte Piano u. Guitarre. Hamburg: Cranz 1820 (Digitalisat)
- Musikalisches Blumensträuschen für das schöne Geschlecht. Bremen o. J.
- Aufruf zur Freude, ein Rundgesang für frohe Gesellschaften. Worte in Musik von H. Ch. Schnoor. Hamburg o. J.
- Musikalisches Bouquet für Damen, enthaltend mehrere ausgewählte Lieder nebst anderen gefälligen Compositionen. o. O., o. J.